# فادیل (چوکوروا)
فادیل (به ترکی استانبولی: Fadıl) یک منطقهٔ مسکونی در ترکیه است که در کارایسالی واقع شده‌است.